# 34 Гидры
34 Гидры (лат. 34 Hydrae), HD 83373 — одиночная звезда в созвездии Гидры на расстоянии приблизительно 489 световых лет (около 150 парсек) от Солнца. Видимая звёздная величина звезды — +6,39m.

## Характеристики
34 Гидры — белая звезда спектрального класса A0Vp, или A0, или A1V. Масса — около 3,234 солнечной, радиус — около 2,638 солнечного, светимость — около 53,703 солнечной. Эффективная температура — около 10742 K.

## Планетная система
В 2019 году учёными, анализирующими данные проектов HIPPARCOS и Gaia, у звезды обнаружена планета HIP 47249 b.